# Реактивная артиллерия

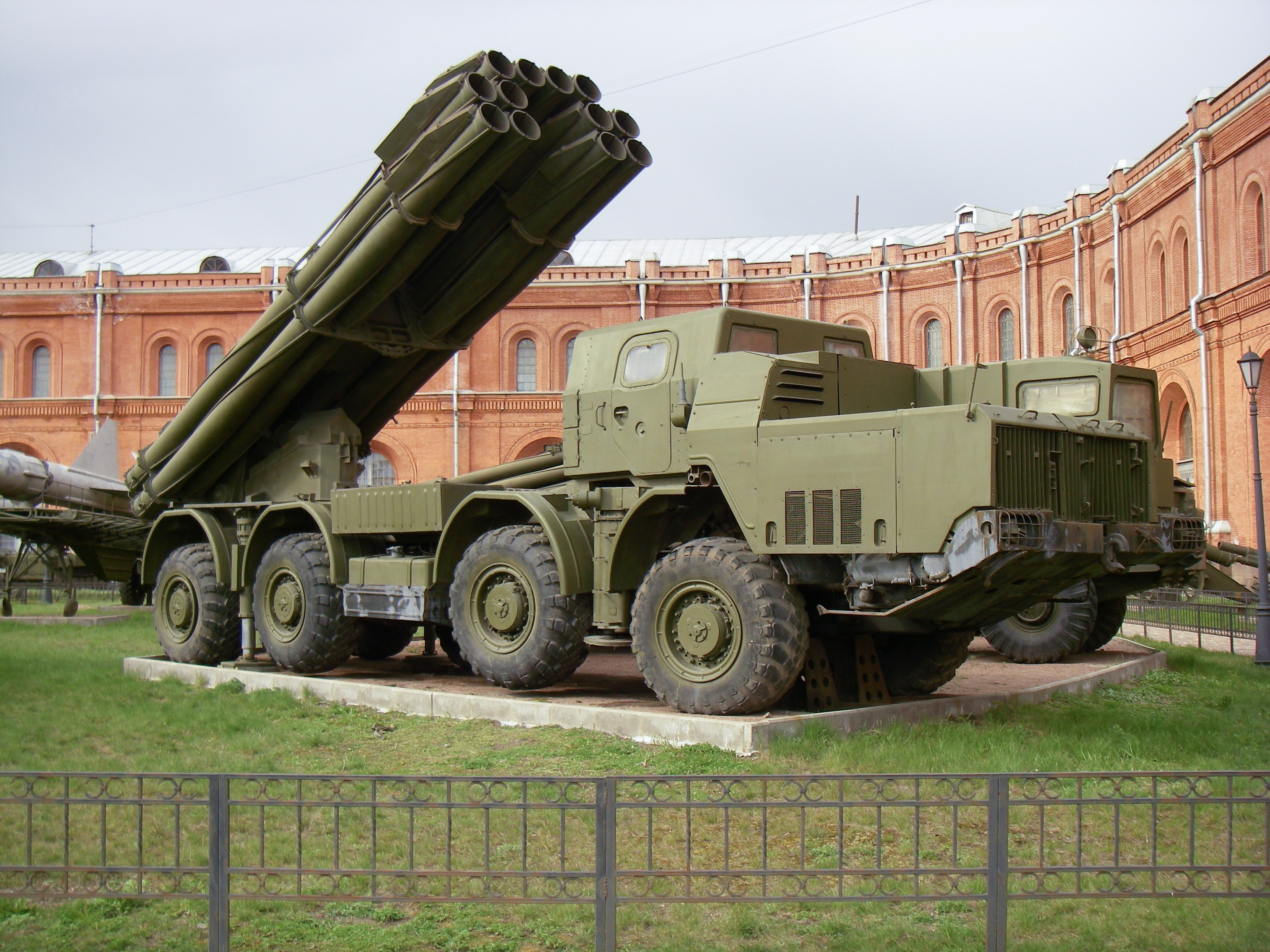
Боевая машина РСЗО «Смерч»

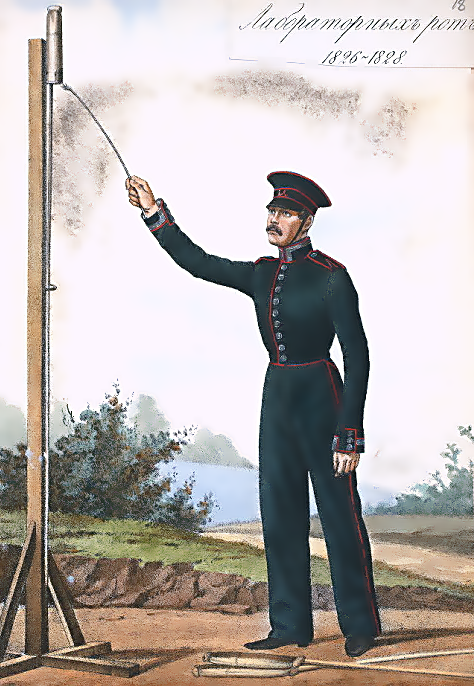
Лабораторная рота, ВС России, 1826—1828

Реактивная артиллерия — вид артиллерии применяющий реактивные снаряды (с 1980-х годов принято обозначение неуправляемые ракеты [НУР]), то есть доставляющий снаряд к цели, используя реактивный двигатель, установленный на самом снаряде и за счёт действия реактивной тяги сообщающий снаряду требуемую скорость полёта.
Данный вид артиллерии входит в состав сухопутных войск, военно-воздушных сил и военно-морских флотов многих стран и государств. На вооружении частей и подразделений реактивной артиллерии находятся реактивные системы залпового огня (РСЗО).
Применение реактивного двигателя в составе реактивного снаряда практически исключает действие силы отдачи при выстреле, что позволяет конструировать простые, лёгкие и сравнительно компактные многоствольные пусковые установки. Многозарядность систем реактивной артиллерии определяет высокую огневую производительность и возможность одновременного поражения целей на больших площадях, что вместе с внезапностью, достигаемой залповой стрельбой, гарантирует высокий эффект воздействия на противника. Основным недостатком систем реактивной артиллерии является сравнительно высокое рассеивание снарядов. Для устранения этого недостатка на реактивные снаряды стали устанавливать корректоры траектории полета (инерциального типа и инерциальную, комбинированную с системой радиоуправления на конечном участке траектории — на российской РСЗО 9К58 «Смерч» и инерциальную комбинированную со спутниковой системой — на снарядах типа GMLRS американской РСЗО M270 MLRS).

## Принцип работы
Основное различие между ствольной и реактивной артиллерией заключается в конструкции метательного устройства и способе разгона снаряда.
В ствольной артиллерии метательное устройство конструктивно сравнительно сложное (см. статью «Пушка».). Снаряд разгоняется в стволе газами, образовавшимися в результате взрывообразного сгорания метательного снаряда, и, вылетев из орудийного ствола, далее летит по инерции. При этом метательный заряд конструктивно очень прост и может быть (унитарный снаряд) или не быть (снаряд раздельного заряжания) конструктивной частью снаряда.
В реактивной артиллерии метательное устройство сравнительно простое, а снаряд всегда унитарный и разгоняется уже в полете собственным ракетным двигателем до и после выхода из направляющей. (Собственно топливный заряд двигательной установки реактивного снаряда, соответствует метательному заряду снаряда ствольной артиллерии.)

Габариты сравнимых по характеристикам пушки «Дора» (чёрная) и тактического ракетного комплекса «Точка» (красный).

Залп одной БМ-21 «РСЗО Град» (красная) эквивалентен двум залпам артиллерийского дивизиона из 18-ти 152-мм самоходных гаубиц «Мста-С» (чёрные)

Возможность многократного использования как собственно ствола, так и прицельного оборудования долгое время играло решающую роль в выборе снаряд/ракета. Артиллерийские снаряды значительно проще и дешевле ракет в производстве и эксплуатации, поэтому выстрел из пушки обходится дешевле запуска ракеты.
Однако ствольная артиллерия отличается тем, что снаряд разгоняется только будучи в канале ствола. Это создаёт множество проблем: большие перегрузки при выстреле, высокие ствольные скорости, огромные динамические нагрузки на метательное устройство.
Нагрузки на метательное устройство заставляют создавать более толстые и тяжёлые стволы. А это в свою очередь увеличивает массу и габариты системы наведения, затворной части и орудия в целом. Высокие нагрузки при разгоне в стволе орудия испытывает и снаряд, что уменьшает долю заряда в общей массе снаряда.
Высокие ствольные скорости так же негативно сказываются на дальности выстрела — снаряду приходится преодолевать избыточное аэродинамическое сопротивление на начальном этапе полёта на уровне земли, где плотность атмосферы максимальна.
Большие перегрузки при выстреле создают проблему для ствольной артиллерии. В середине XX века начало появляться управляемое оружие, принципиально увеличившее эффективность ведения войны. Но механизмы систем наведения тогда не могли выдерживать перегрузки при выстреле — конструкторам требовалась более щадящая система доставки боеприпаса к цели.
С другой стороны при выстреле ракетным снарядом — запуске ракеты — дульная отдача не происходит. В результате конструктивно направляющая пусковой установки получается сравнительно очень простая и, как следствие, дешевая в производстве и компактная. Это также позволяет делать многозарядные пусковые установки, что вкупе с отсутствием дульной отдачи позволяет реализовать залповый огонь, как наиболее эффективный способ площадного обстрела противника.

## История

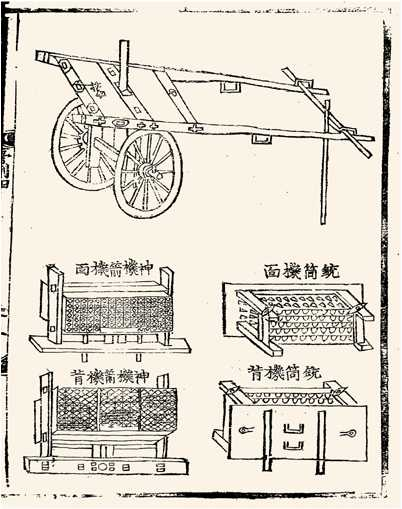
Иллюстрация корейской хвачхи, 1500-е годы

### Первое появление
Считается что первое боевое применение ракетных снарядов произошло в средневековом Китае. Сохранились корейские чертежи так называемой хвачхи — повозки с установленным на ней многозарядным пусковым устройством для большого количества ракет с металлическими наконечниками. Однако неточность и ненадёжность этого оружия затрудняли его практическое боевое применение. Значим был прежде всего психологический эффект. Но данное оружие вошло в историю, как первый прототип Реактивной системы залпового огня (РСЗО).

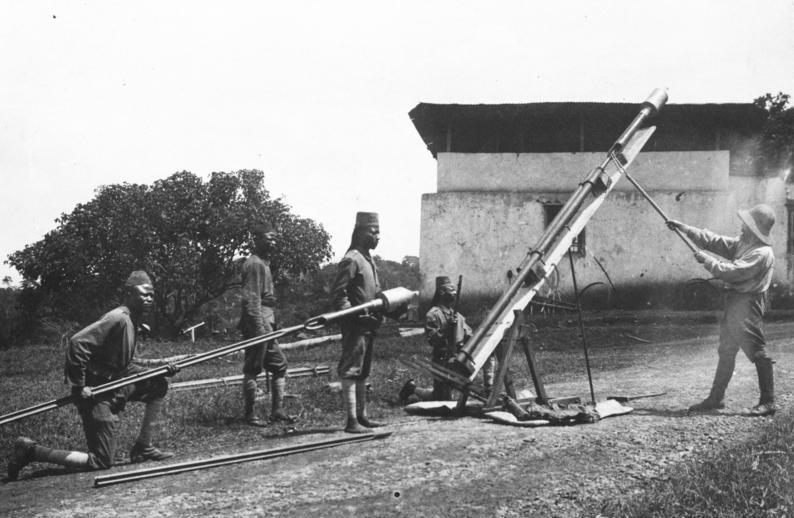
Запуск ракеты Конгрива, восточная Африка, 1890

### Первые образцы в Европе
Массовое боевое применение ракет как разрушительного оружия, а не средства устрашения началось только после появления ракеты Конгрива. Означенные ракеты массово использовались при осаде Копенгагена.

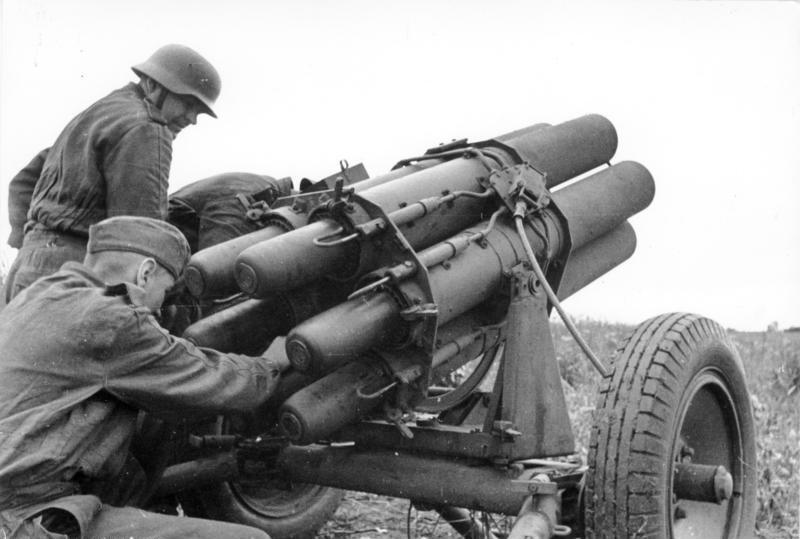
15-см 6-ствольная ПУ Nebelwerfer

### Вторая мировая война

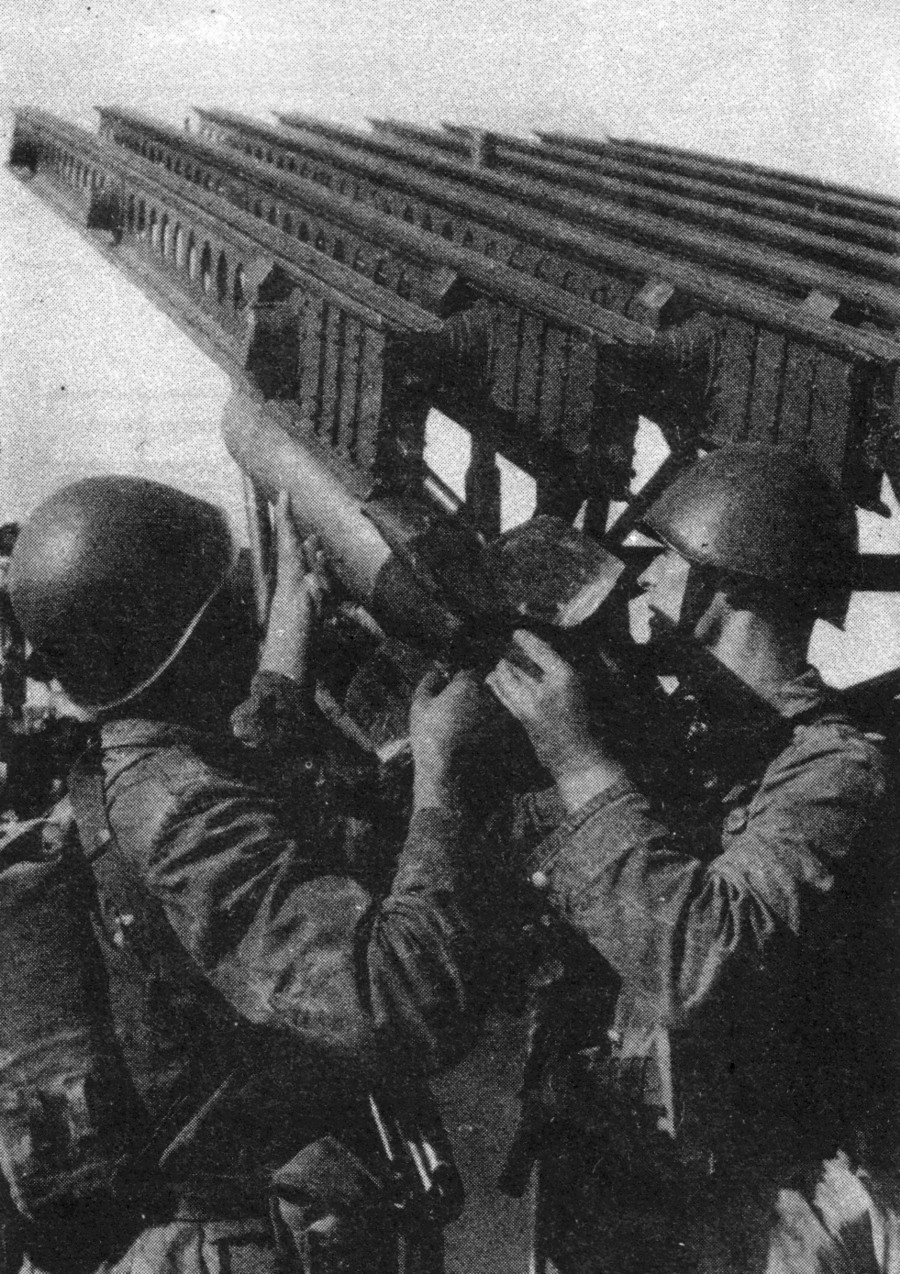
Солдаты, заряжающие «Катюшу»

Вторая мировая война подтолкнула к ускоренному созданию реактивной артиллерии.
Германия в 1940 году создало буксируемую ПУ Nebelwerfer, в 1941 — 28/32 cm Nebelwerfer 41 в укупорках по 1-4 штуки и на базе Sd.Kfz.251.1 Auf.D, с 1943 на трофейных французских тягачах Renault Ue и на танках Hotchkiss H39. В 1942 была создана — РСЗО 15cm Panzerwerfer 42 Auf.Sf  на базе Opel Maultier или Sd.Kfz.4/1 и 21 cm Nebelwerfer 42. В 1943 году была создана  8 cm Raketen-Vielfachwerfer на Sd.Кfz 4 «Maultier» или на французских трофейных полугусеничных арттягачах Somua MCG.Также была создана РСЗО Wurfrahmen 40 на Sd.Kfz.251.

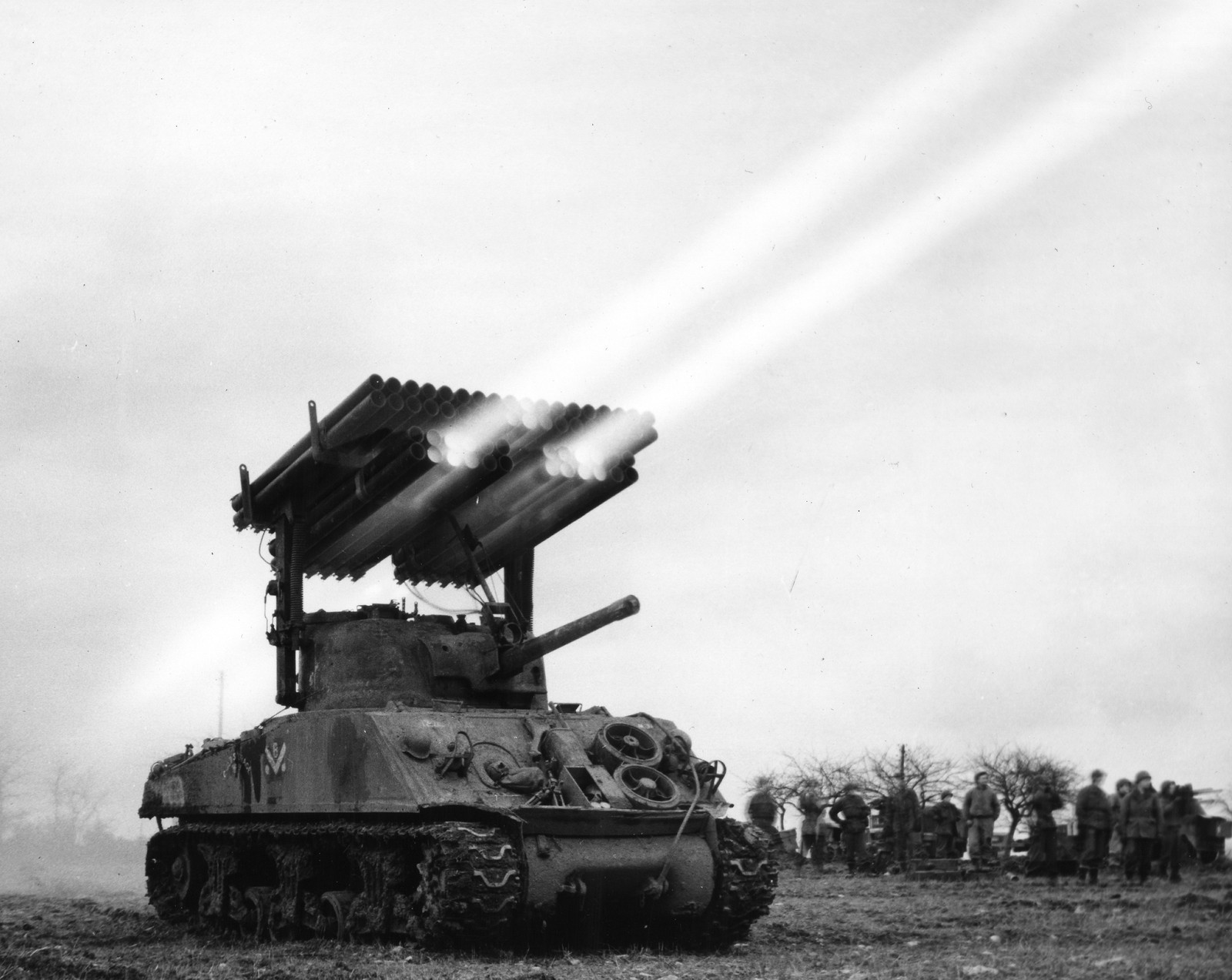
T34 Calliope.

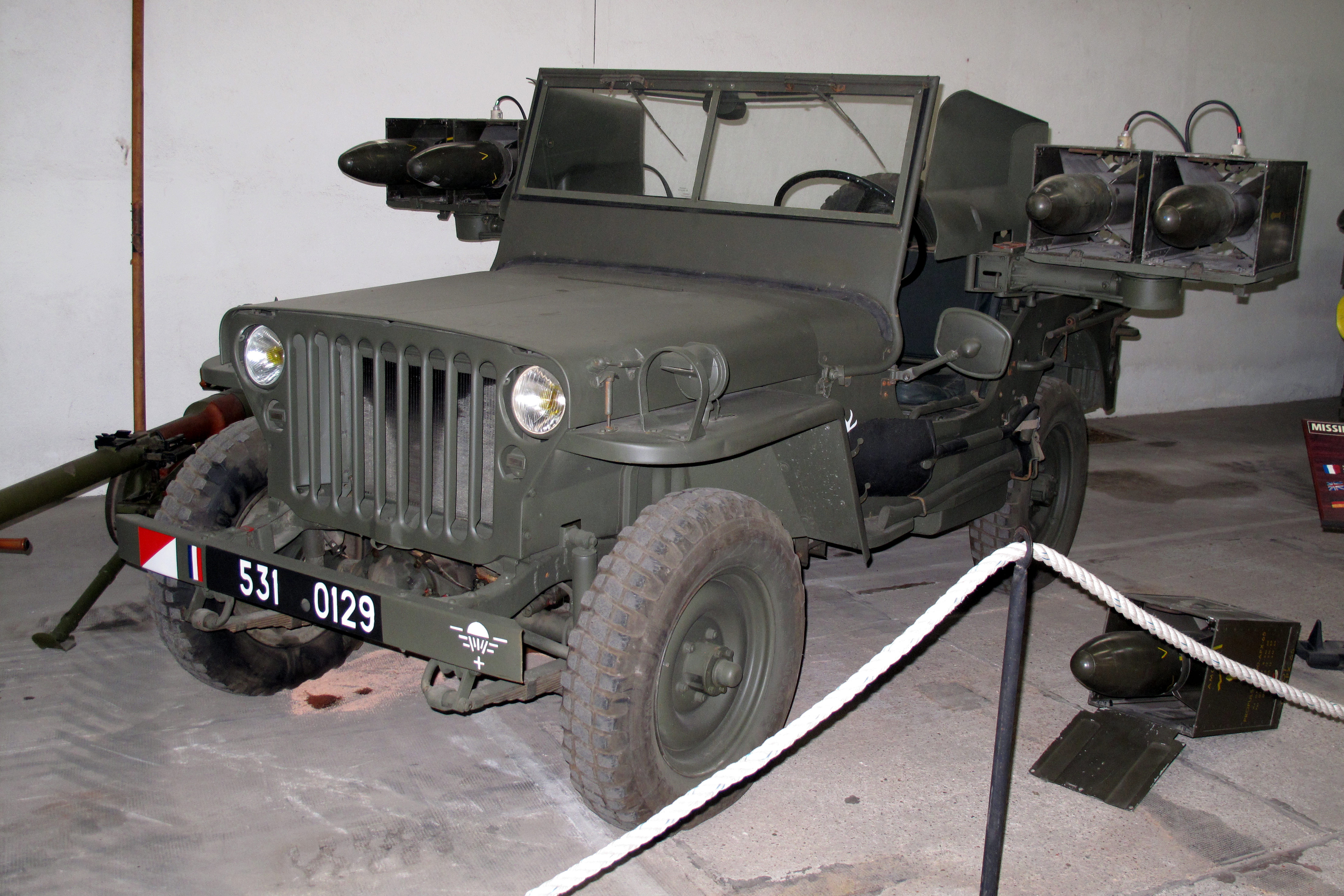
Hotchkiss M20 на базе Джипа Willys MB

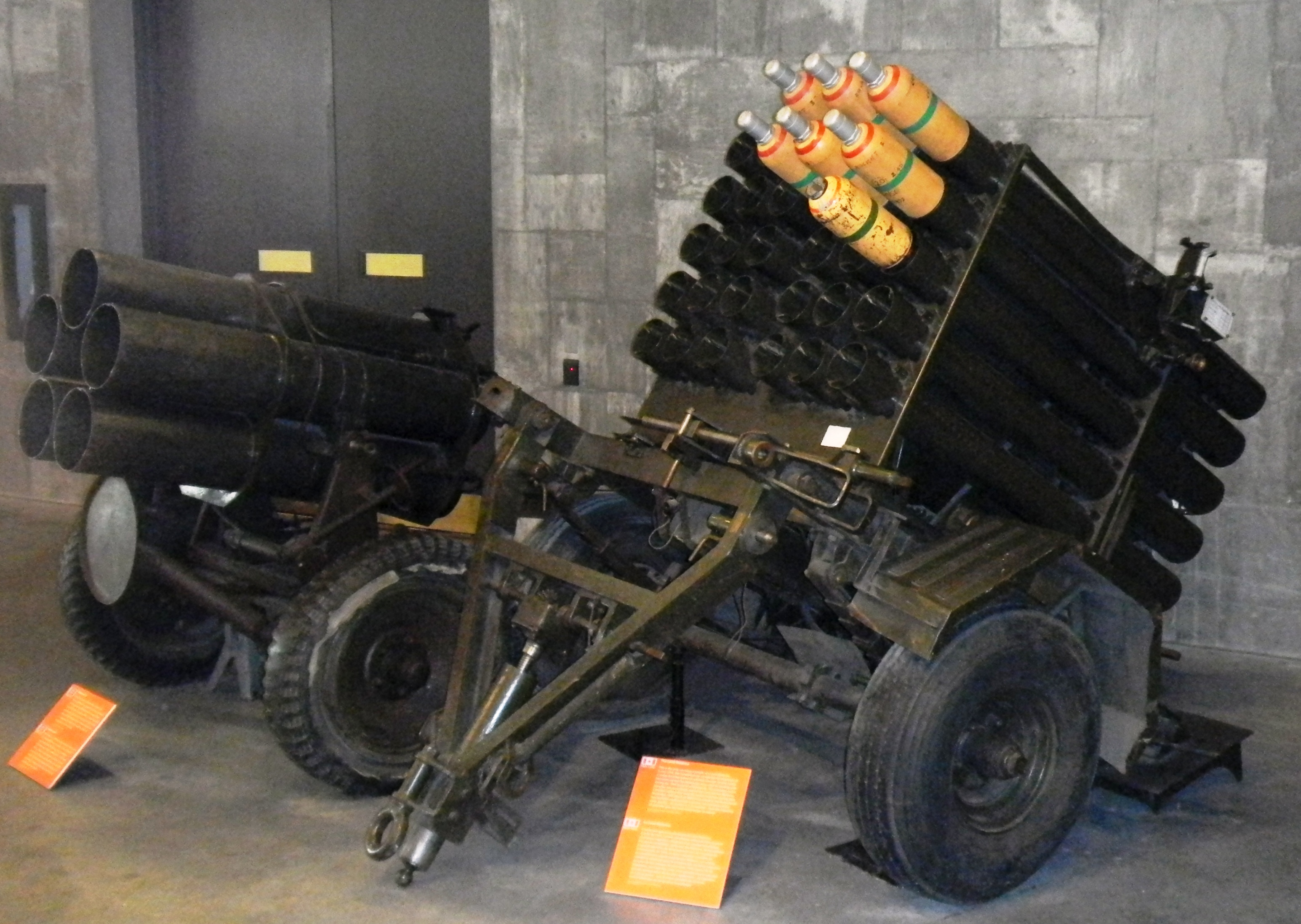
Land Mattress (Канада)

Великобритания, как морская держава, большую роль отвела реактивной артиллерии по созданию ПВО и береговой охраны. Поэтому в 1939 году была создана однозарядная ПУ, а затем 9-зарядная и 20-зарядная ПУ. Эти же установки были перенесены на авиационное вооружение и на танки. В 1944 году была принята на вооружение однозарядное ПУ LILO. Для поддержки высадки десанта была разработана  флотская система «Mattress» и сухопутная — «Land Mattress», а также РСЗО «Hedgehog», как флотская, так и сухопутная на базе танка «Матильда».
Американцы приступили к реактивной артиллерии одновременно с британцами, созданием РС М-8, которые применяли как ВВС США, так и сухопутные войска. В 1943 году на вооружение армии США поступила РСЗО Т27 Xylophone на базе автомобиля GMC CCKW-353 и Studebaker US6. Более лёгкие установки Т23 базировались на шасси Willys и Dodge WC-51. Но наиболее известной РСЗО США стала T34 Calliope базировавшаяся на танке M4 Sherman, позже, с 1944 года, применялась ПУ Т40 для РС Т17. Также были однозарядные установки типа британских LILO и многозарядные — ПУ Т44 (120 направляющих) на базе машин-амфибий DUKW и  LVT и ПУ «Scorpion»  со 144-направляющими на базе DUKW. Сотовые ПУ для РС 4,5"BBR широко применяла как американский флот так и морская пехота (BBR — Beach Barrage Roket  — ракета для разрушения береговых сооружений). Для РС М16 была разработана ПУ Т66 — самая совершенная РСЗО Второй мировой войны.
ВС Канады не вели свои разработки РС и РСЗО, но применяли британские РСЗО «Land Mattress» на своих бронеавтомобилях Staghound Tulip.
Императорская армия Японии также вела разработки по созданию РСЗО. Плодом их разработок стала  РС TURE 4 20 cm Roket Mortar  и РС 40 cm Heavy Roket Mortar , принятые на вооружение в 1943 году. Также существовали экспериментальные РС 45 cm Heavy Roket Launcher  и  20-зарядная РСЗО Multiple Roket Launcher  — «Shisei 15.cm Tarenso» , принятая в 1944 году, но серийно так и не поступила.
Но весь мир обратил внимание на РСЗО как на сокрушительный вид оружия только после боевого применения Красной армией РСЗО  «Катюша». Одна батарея «Катюш» (4 БМ) обеспечивали плотность огня, близкую к сотне ствольных артиллерийских орудий. Наиболее эффективно и на всех фронтах РСЗО «Катюша» использовались в «Огневом вале». Официально советские установки реактивной артиллерии всех типов во время Второй мировой войны назывались гвардейскими реактивными миномётами. К концу войны советская реактивная артиллерия имела свыше 3000 боевых машин всех типов.

### Послевоенное развитие

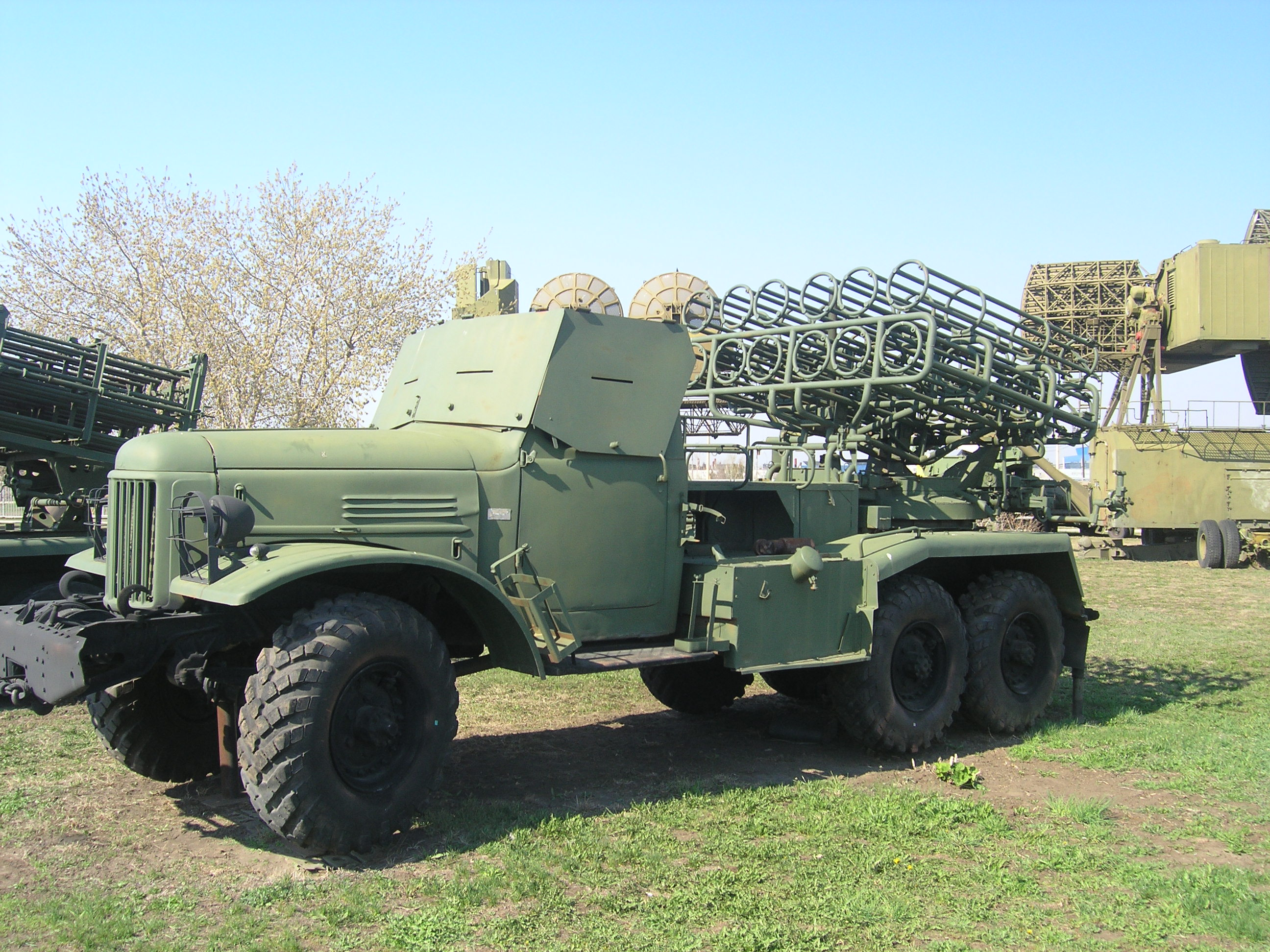
БM-24M.

- БM-24M.Первой послевоенной РСЗО в СССР стала БМ-24 (Индекс ГРАУ - 8У31), принят на вооружение 22.03.1951 года[13],
- БМД-20 (Индекс ГРАУ - 8У33) РСЗО «Шторм»,  принят на вооружение 22.11.1952 года[14],

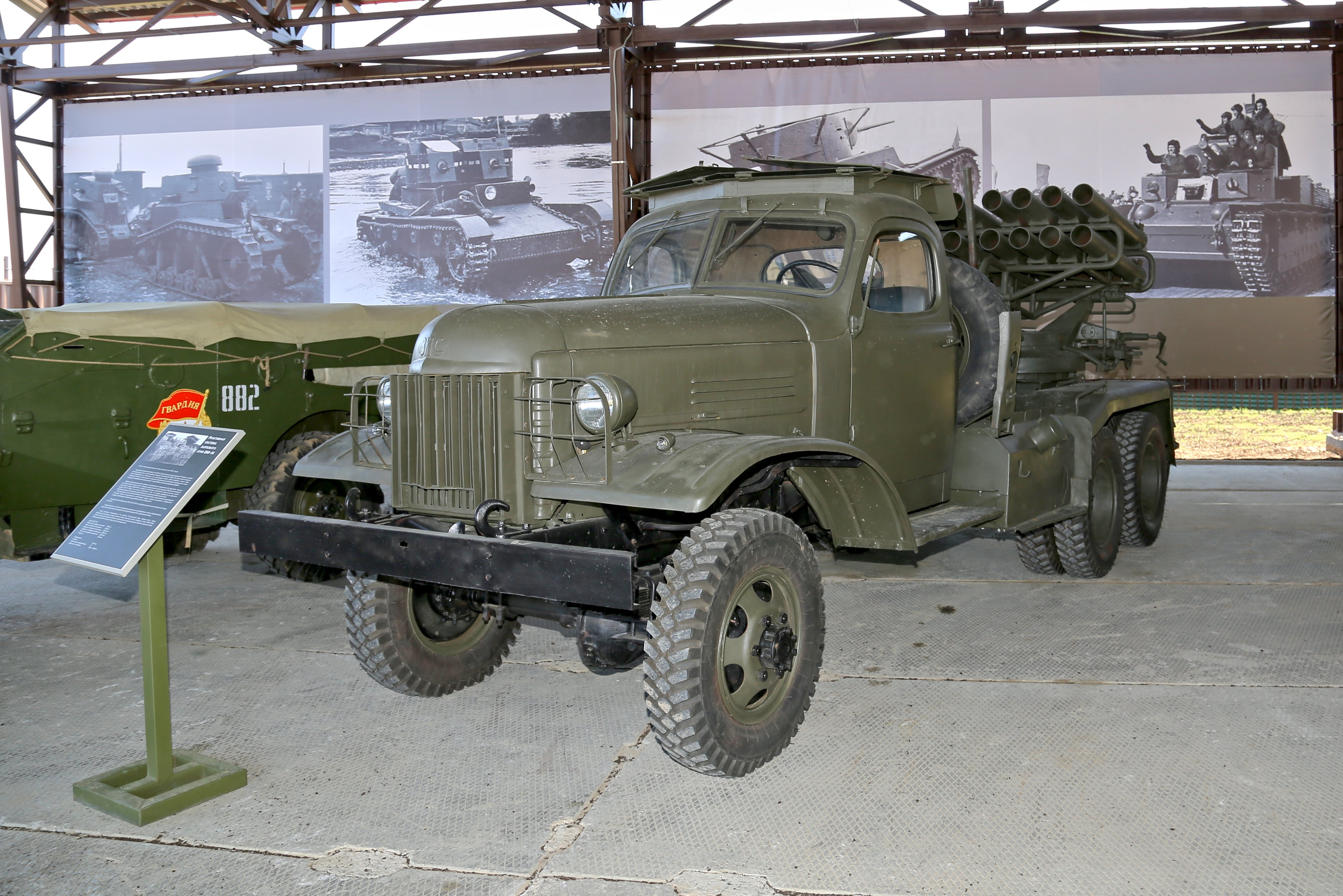
БM-14 на базе ЗИС-151.

- БM-14 на базе ЗИС-151.БМ-14 (Индекс ГРАУ - 8У32), принят на вооружение 25.11.1952 года,

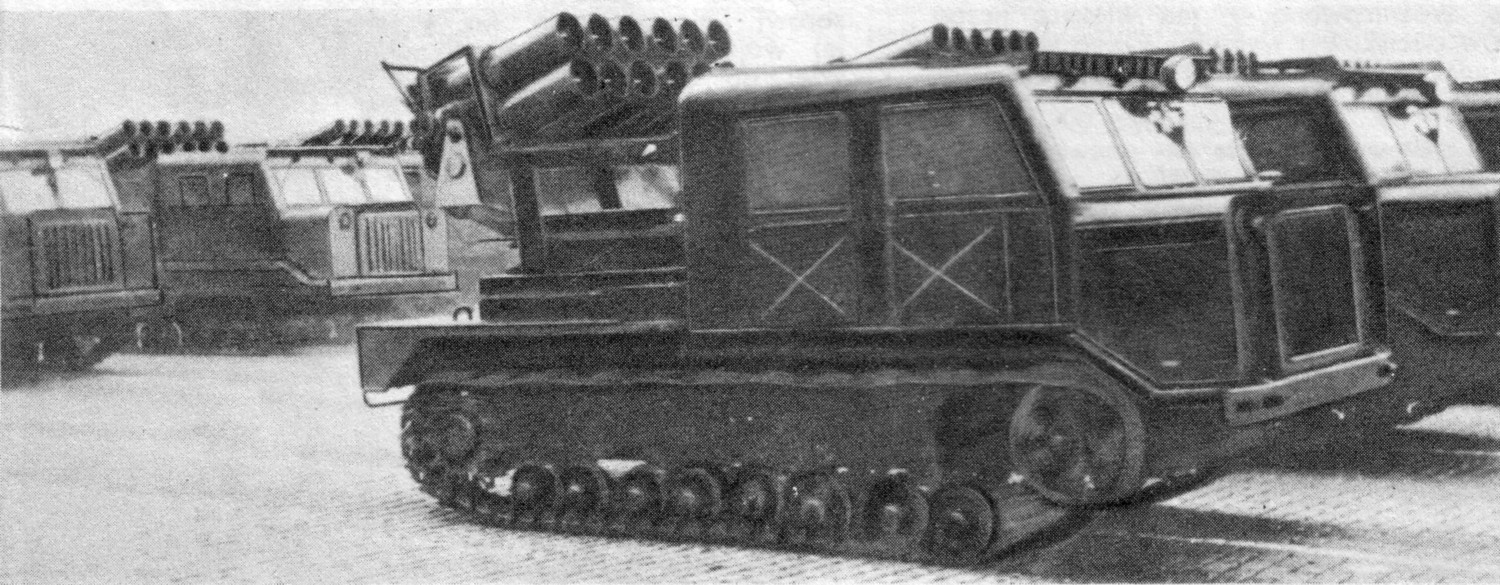
БМ-24Т.

- БМ-24Т.БМ-24Т (Индекс ГРАУ - 8У35), принят на вооружение в 1956 году,

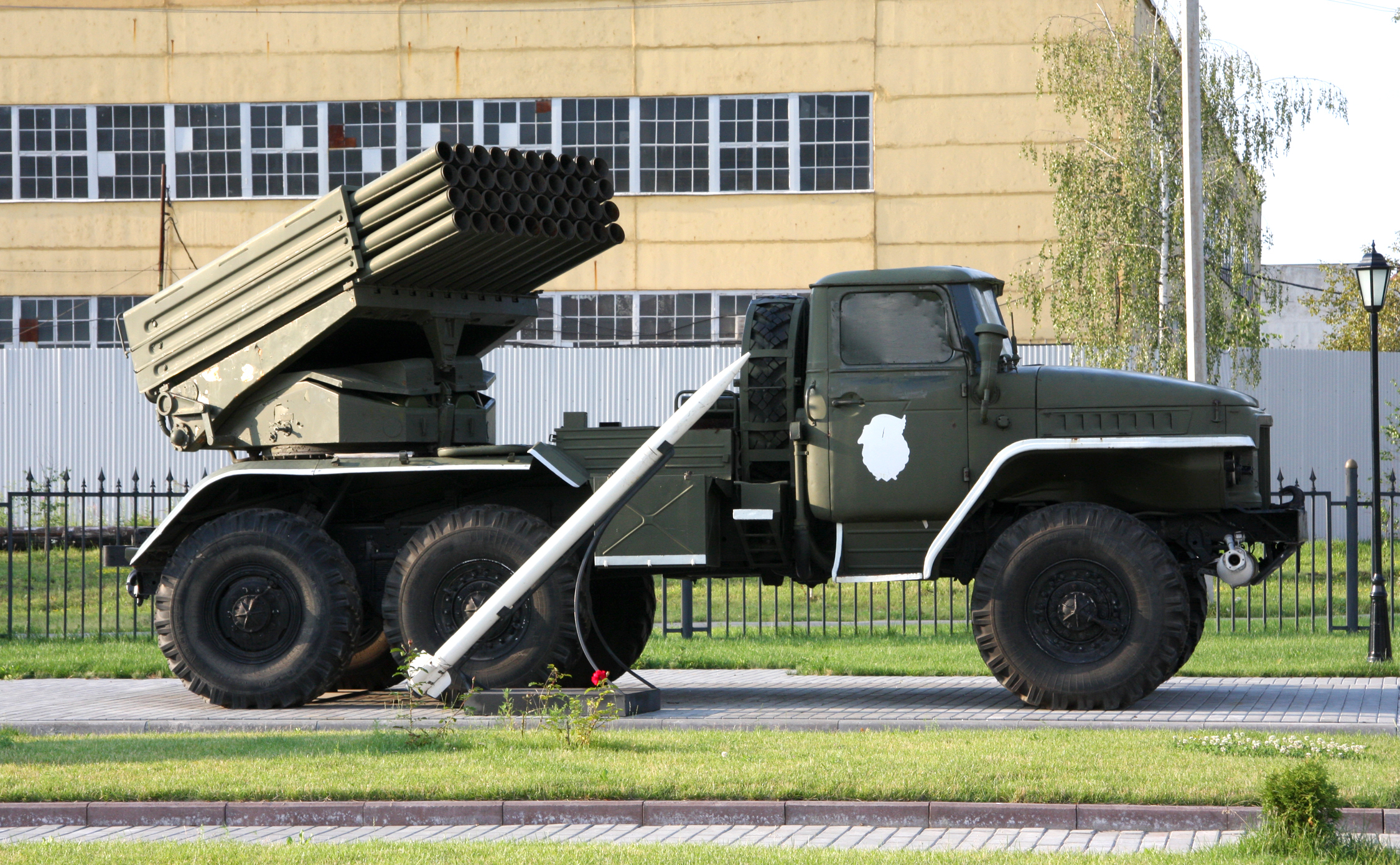
БМ-21 "Град".

- БМ-21 "Град".БМ-21 «Град» (Индекс ГРАУ - 9К51), принят на вооружение СА  28.03.1963 года[15], впервые применена в конфликте на острове Даманский. РСЗО «Град» также использовался Вьетнамом в войне против войск США и афгано-советскими войсками против мятежников в Афганистане.
- Следующей РСЗО стала БМ-27 (Индекс ГРАУ - 9К57) РСЗО «Ураган», принят на вооружении 18.03.1975 года.
- В 1980 США создали РСЗО MLRS.
- 19.11.1987 года на вооружение ВС СССР принят БМ-30 (Индекс ГРАУ - 9К58) РСЗО «Смерч», являющуюся в настоящее время самой мощной РСЗО в мире.

### Современное состояние
Реактивная артиллерия активно применяется в современных конфликтах. На вооружении разных армий и даже различных вооруженных мятежников состоят практически все созданные в послевоенное время РСЗО.
В частности в обеих Чеченских войнах реактивные системы «Град» активно применялись как федеральными войсками, так и чеченскими боевиками. В ходе войны в Грузии в 2008-м из РСЗО «Град» был обстрелян Цхинвал.
В настоящее время[когда?] обе стороны в войне на востоке Украины также довольно активно применяют РСЗО.
В настоящее время в России создана РСЗО «Торнадо-С», которая должна стать преемником РСЗО «Смерч». В ноябре 2016 г. были проведены испытания на полигоне Капустин Яр.
Особая разновидность РСЗО — тяжелая огнеметная система (пример: ТОС «Буратино» и «Солнцепёк»).
С июня 2005 года на вооружении «США и ряда других стран стоят РСЗО HIMARS» (англ. High Mobility Artillery Rocket System — произн. Хаймарс).Разработана корпорацией Lockheed Martin и предназначена для поражения районов сосредоточения артиллерийских систем, систем противовоздушной обороны, узлов технической поддержки, грузовых автомобилей, боевых машин пехоты, бронетранспортеров, а также обеспечения поддержки районов сосредоточения собственных войск и средств обеспечения
РСЗО «HIMARS» применялись против талибов в Афганистане и против правительственных войск в Сирии, а также против российских войск в ходе русско-украинской войны, начавшейся 24 февраля 2022 г.
В 2002 году на вооружение румынской армии поступает РСЗО совместной разработки румынской компанией «Аэростар» и израильской ИМИ (IMI) «LAROM», который представляет собой модернизированный вариант израильской установки LAR-160. LAROM имеет возможность использовать весь ряд боеприпасов, созданных для советской РСЗО «Град», что обеспечивает ей большую эффективность и экономичность.
На вооружении Турции, Азербайджана, Казахстана стоят РСЗО турецкого производства Т-122«Sakarya» предназначенные для поражения живой силы, боевой техники, фортификационных сооружений, пунктов управления войсками, при стрельбе с закрытых огневых позиций в любое время суток при любых погодных условиях.

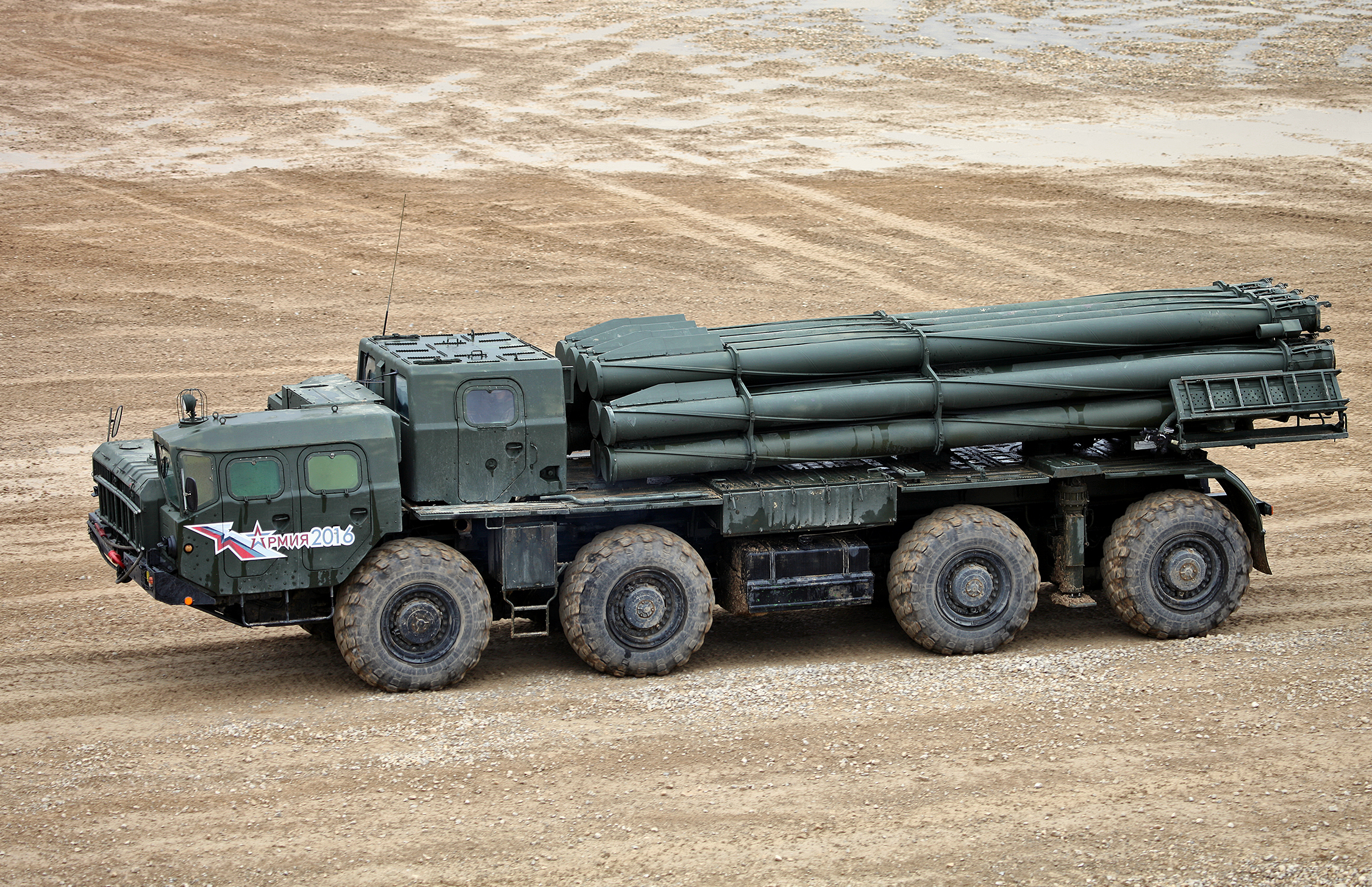
РСЗО 9К58 «Смерч»
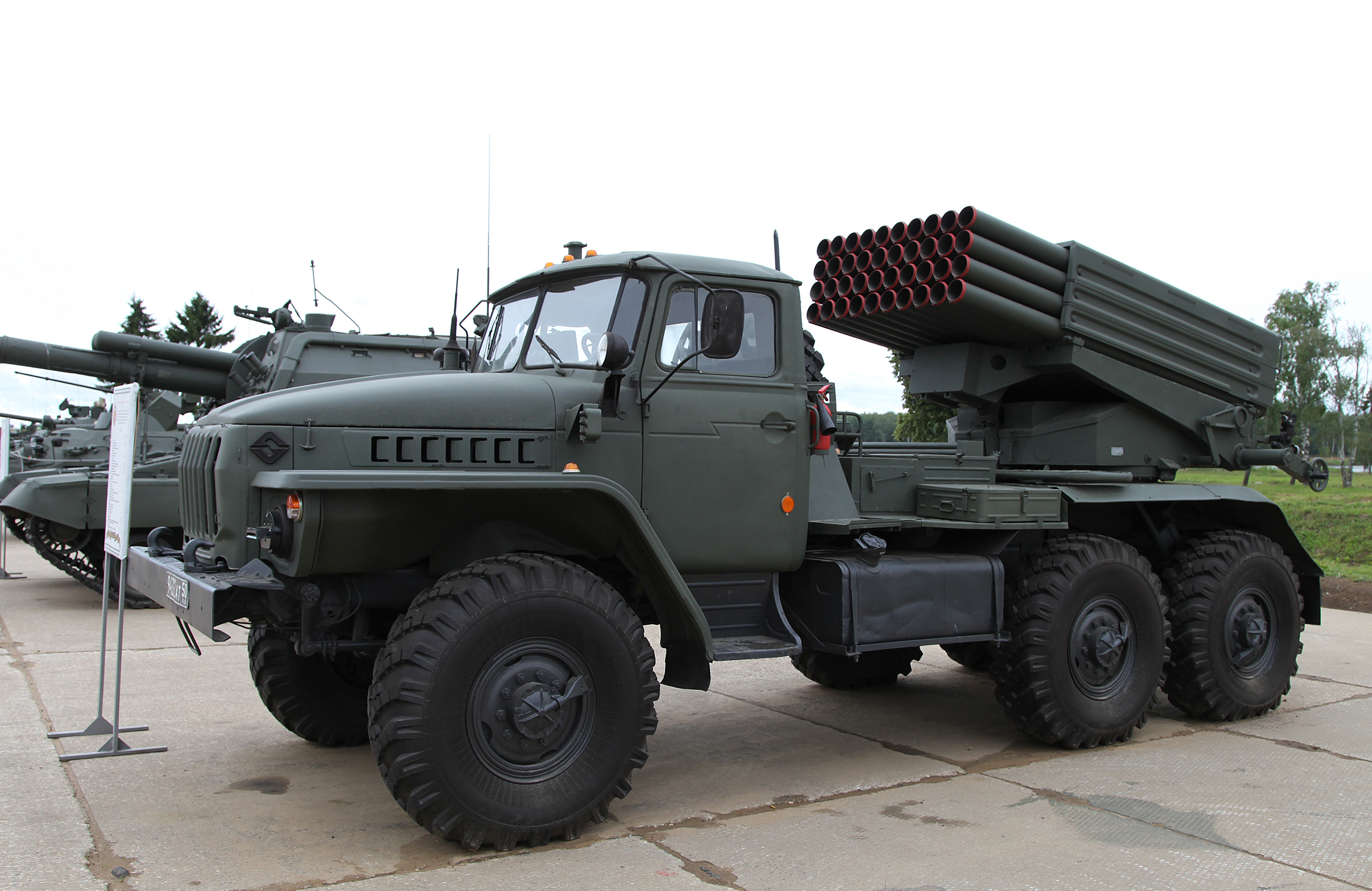
РСЗО «Торна́до»
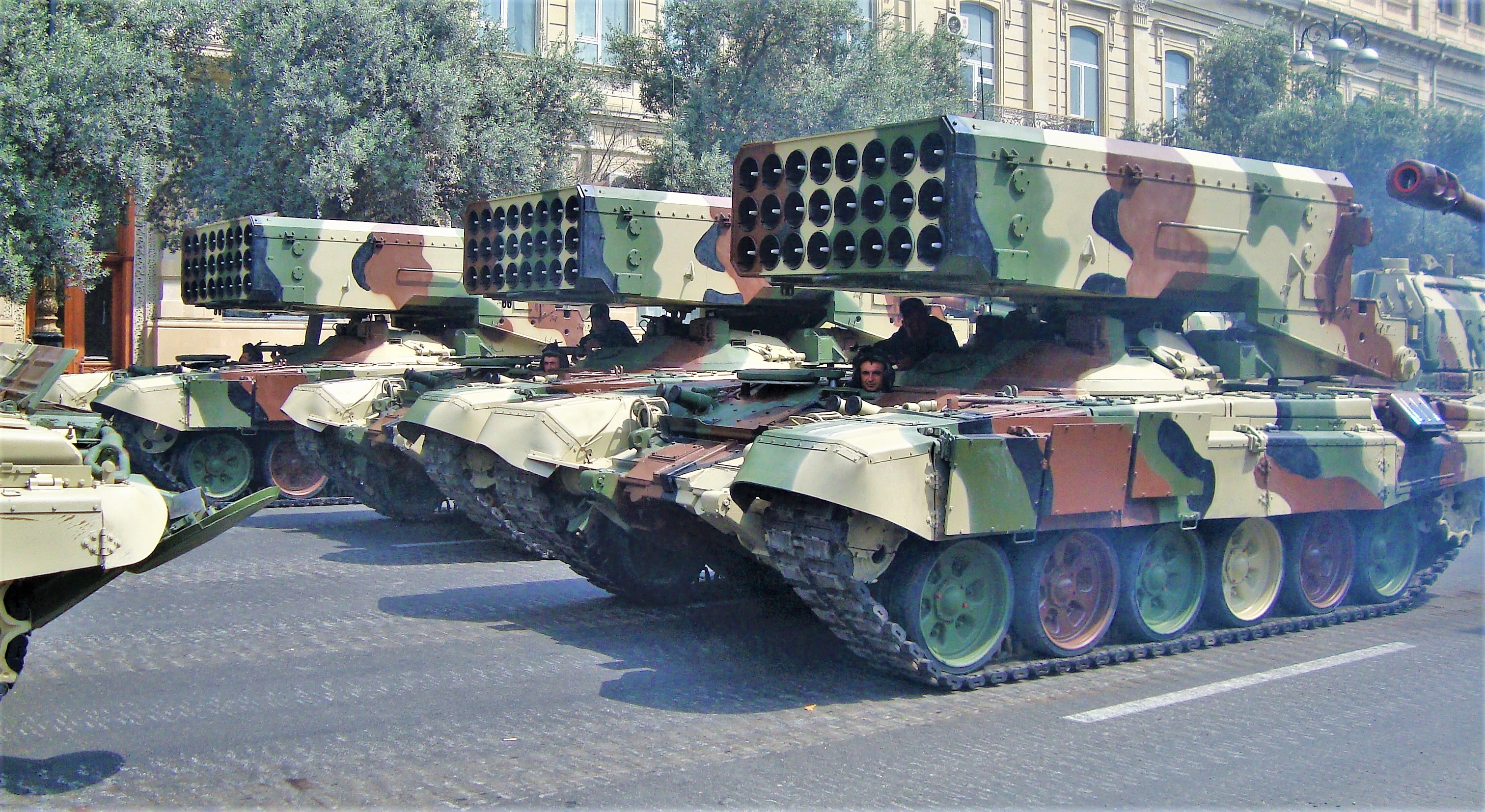
ТОС-1А «Солнцепёк»
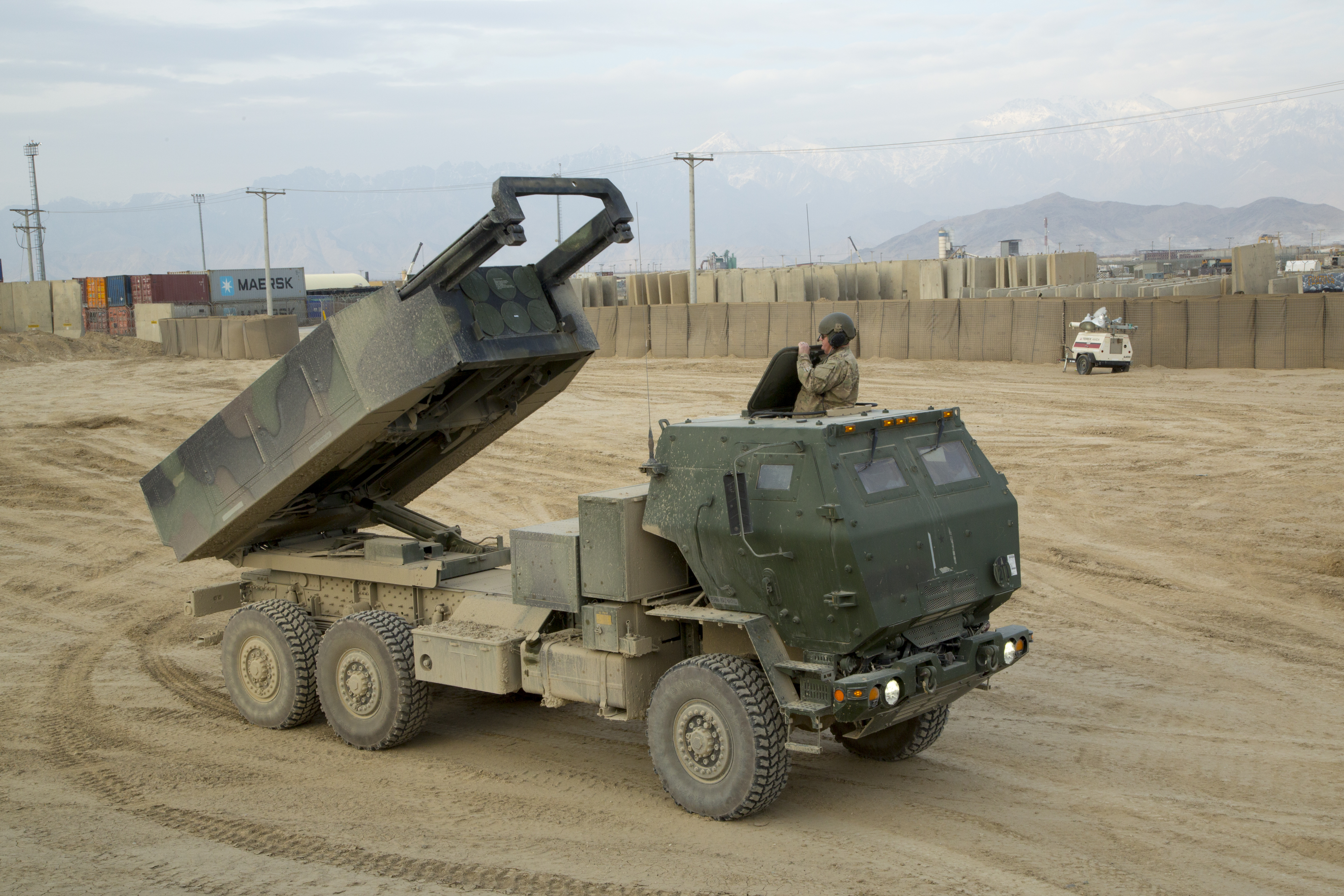
Lockheed Martin «HIMARS»
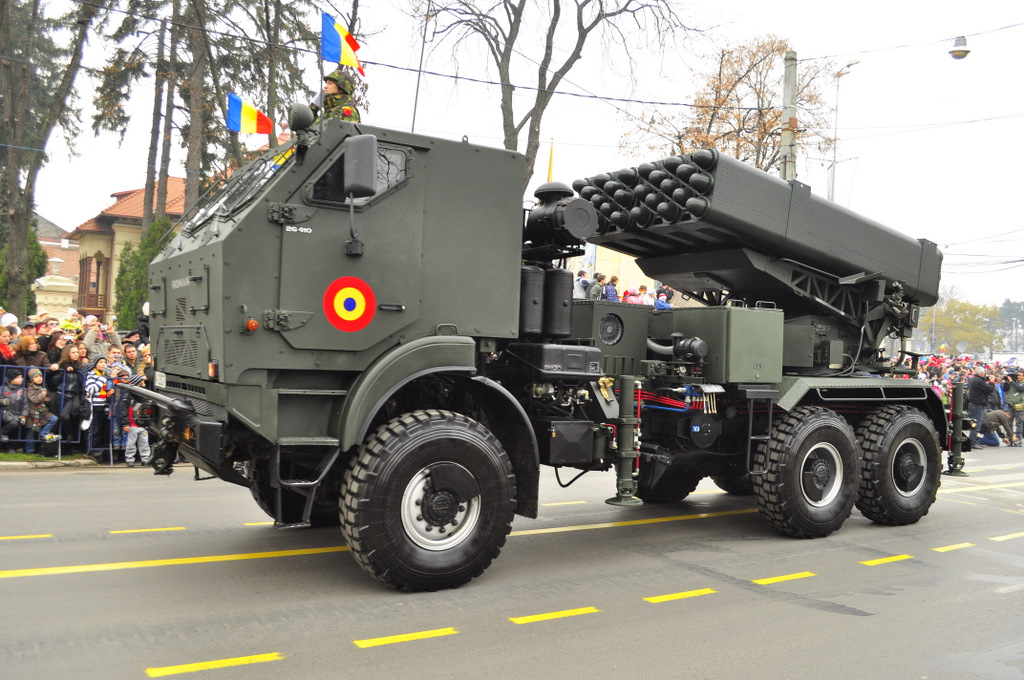
РСЗО «LAROM»
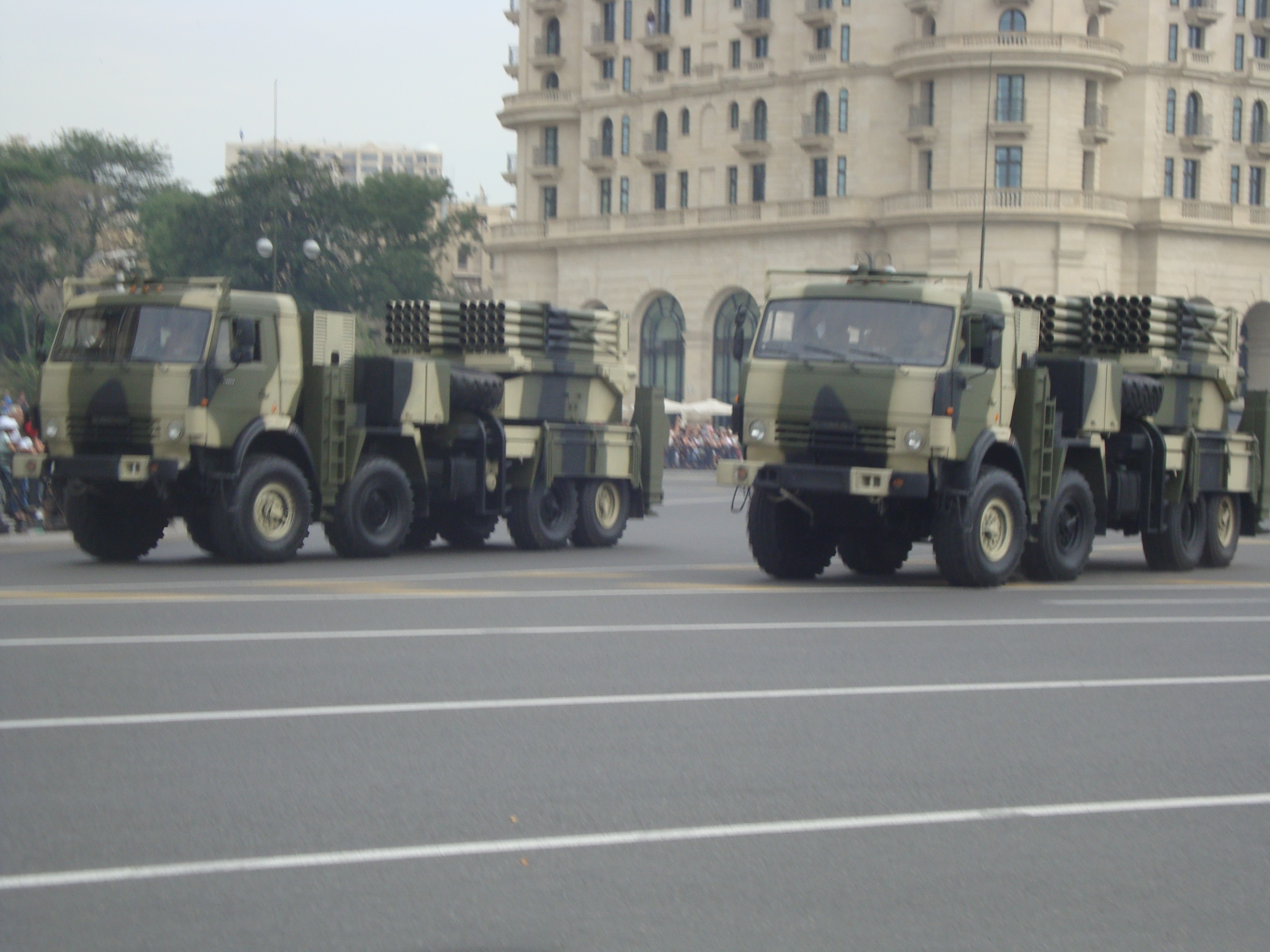
РСЗО T-122 «Sakarya»